# دوازده شاهدخت رقصان
«دوازده شاهدخت رقصان» (همچنین «کفش‌های پاره‌شده از رقص» یا «کفش‌هایی که تکه‌تکه می‌رقصیدند»؛ آلمانی: Die zertanzten Schuhe) یک افسانه آلمانی است که توسط برادران گریم گردآوری شده و در داستان‌های گریم در سال ۱۸۱۵ (KHM ۱۳۳) منتشر شده است. این داستان در شاخص آنتی-آرنه-تامپسون در دستهٔ ATU 306 قرار می‌گیرد.

## خلاصه داستان
در یک پادشاهی، پادشاهی زندگی می‌کرد که دوازده دختر داشت. این شاهدخت‌ها شب‌ها در یک اتاق بزرگ می‌خوابیدند که در آن هر شب قفل می‌شد، اما هر صبح که پادشاه در را باز می‌کرد، می‌دید که کفش‌های دخترانش پاره شده‌اند، انگار که تمام شب را رقصیده‌اند. هیچ‌کس نمی‌دانست که این دوازده شاهدخت شب‌ها به کجا می‌روند.
پادشاه ندا درمی‌دهد که هر کسی بتواند راز دختران را طی سه شب کشف کند، می‌تواند یکی از آنان را به همسری بگیرد و وارث تاج‌وتخت شود. اما اگر در کشف راز ناکام بماند، سر از تنش جدا خواهد شد. شاهزادگان و مردان زیادی تلاش می‌کنند، اما همگی شکست می‌خورند و کشته می‌شوند.
یک سرباز سالخورده که از جنگ بازمی‌گردد، با پیرزنی مهربان روبه‌رو می‌شود. او ماجرای چالش پادشاه را برای پیرزن تعریف می‌کند. پیرزن به او توصیه می‌کند که شرابِ مسمومی که دختران به او می‌دهند ننوشد و وانمود کند که خواب است. همچنین به او یک شنل نامرئی می‌دهد تا بتواند دختران را تعقیب کند.
سرباز، به قصر می‌رود و شب هنگام، شراب را دور می‌ریزد و وانمود می‌کند که خوابیده است. شاهدخت‌ها، خیال راحت از خواب او، از طریق یک در مخفی زیر تخت دختر بزرگ، وارد راهرویی جادویی می‌شوند. سرباز با پوشیدن شنل نامرئی دنبالشان می‌رود.
آنها از سه جنگل عبور می‌کنند: یکی با درختان نقره‌ای، یکی طلایی و سومی الماسی. سرباز از هر جنگل یک شاخه می‌شکند. سپس به دریاچه‌ای شفاف می‌رسند که در آن دوازده شاهزاده با قایق‌هایشان منتظر دختران هستند. هر شاهدخت با یک شاهزاده سوار قایق می‌شود و سرباز با شاهدخت کوچک‌ترین همراه می‌شود.
در سوی دیگر دریاچه، قصری با شکوه قرار دارد که دختران تا صبح در آنجا با شاهزادگان می‌رقصند. سپس بازمی‌گردند و به بستر خود می‌روند. سرباز همان شب و دو شب دیگر نیز آنان را تعقیب می‌کند و در شب سوم، یک جام نقره‌ای نیز به عنوان مدرک با خود می‌آورد.
در پایان، سرباز راز دختران را برای پادشاه فاش می‌کند و شاخه‌های نقره، طلا و الماس و جام نقره‌ای را به عنوان شواهد ارائه می‌دهد. دختران چاره‌ای جز اعتراف نمی‌بینند. پادشاه سرباز را آزاد می‌کند تا شاهدختی را که می‌خواهد برگزیند. سرباز، دختر بزرگ‌تر را انتخاب می‌کند و وارث پادشاهی می‌شود.

## تحلیل و واریانت‌ها
این افسانه دارای نسخه‌های مختلفی در سراسر اروپا و جهان است. در برخی نسخه‌ها تعداد شاهدخت‌ها کمتر است یا تنها یک دختر است. در برخی نسخه‌ها دختران با موجودات شیطانی یا مردگان می‌رقصند. در نسخه‌های اسکاتلندی، دختران نیستند بلکه یک شاهزاده هر شب مجبور به رقص با پریان می‌شود. در نسخه‌های فرانسوی، روسی، پرتغالی، دانمارکی و هندی نیز بازنویسی‌هایی وجود دارد.

## میراث فرهنگی
این افسانه بارها در تلویزیون، فیلم‌ها و ادبیات بازنویسی شده است. از جمله فیلم‌های تلویزیونی، انیمیشن‌های اروپای شرقی، و اقتباس‌های ادبی معاصر مانند «شاهزاده نیمه‌شب» نوشته جسیکا دی جرج و «درهم‌تنیده» نوشته هیثر دیکسون.